# Мирко Бабић
Мирко Бабић (Крагујевац, 14. март 1948 — Крагујевац, 12. новембар 2020) био је српски глумац.

## Биографија
Дипломирао је 1973. године на Академији за позориште, филм и телевизију у Београду у класи професора Миленка Маричића.
Био је стални члан ансамбла Театра "Јоаким Вујић" (данас Књажевско-српски театар) у Крагујевцу а у два наврата је био и директор ове куће. Добитник је бројних награда за улоге у позоришту. За изузетан допринос развоју позоришне уметности Србије додељена му је Статуета Јоаким Вујић 2009. године, награда коју Књажевско-српски театар додељује сваке године, на Сретење. Двадесет осмог октобра 2011. године на седници Скупштине Града Крагујевца именован је за в. д. директора Књажевско-српског театра.
Његова најпопуларнија улога била је лик Драгојла у ТВ серији Село гори, а баба се чешља.
Последњих година се лечио од рака грла. Преминуо је 12. новембра 2020. године после дуге и тешке болести у 73. години живота у Крагујевцу. Сахрањен је на Варошком гробљу у свом родном граду.

## Награде
- 1973. Максим Горки - На дну - Васка Пепел (IX Сусрети Јоаким Вујић),
- 1977. Војислав Јовановић - Данило (XIII Сусрети Јоаким Вујић),
- 1978. Милица Ноковић - Камен за под главу - Крсман (XIV Сусрети Јоаким Вујић),
- 1979. Лав Николајевич Толстој - Царство мрака - Никита (XV Сусрети Јоаким Вујић и Награда народног позоришта Ниш Сима Крстовић),
- 1980. Јован Стерија Поповић - Лажа и паралажа - Алекса (XBI Сусрети Јоаким Вујић),
- 1982. Бранислав Нушић - Др - Милорад Цвијовић (Награда на Данима комедије, Светозарево),
- 1985. М. Илић - Валцер поручника Нодригена - Томас (XXI Сусрети Јоаким Вујић),
- 1987. Душан Ковачевић - Св. Георгије убива аждаху - Ђорђе (XXIII Сусрети позоришта Србије, Зајечар),
- 1990. Божидар Зечевић - 1918 - Капетан Лукић (XXVI Сусрети Јоаким Вујић),
- 1991. Јован Радуловић - Голубњача - Бледи Дамјан и Бранислав Нушић - Народни посланик - Секулић (XXVII Сусрети Јоаким Вујић),
- 1993. Вилијам Шекспир - Краљ Лир - Краљ Лир (Награда за најбољу мушку улогу Сима Крстовић),
- 2004. Прстен са ликом Јоакима Вујића, Награда Театра Јоаким Вујић
- 2005. Годишња награда Театра Јоаким Вујић,
- 2008. Годишња награда Књажевско-српског театра додељена на Дан Театра, 15. фебруара,
- 2009. Статуета Јоаким Вујић додељена на Дан Књажевско-српског театра, 15. фебруара.[6]
- 2013. Орден Светог Саве додељен, 16. новембра.[7]

## Улоге у позоришту (избор)
- Николај Васиљевич Гогољ - Ревизор - Осип,
- Мирослав Крлежа - На рубу памети - Атила Ругвај,
- Антон Павлович Чехов - Три сестре - Саљони,
- Луиђи Пирандело - Човек,
- Максим Горки - Јегор Буличов - Звонцов,
- Бранислав Нушић - Сумњиво лице - Жика,
- Бранислав Нушић - Госпођа министарка - Чеда
- Фјодор Михајлович Достојевски - Браћа Карамазови - Иван Карамазов,
- Бернард Шо - Пигмалион - Хенри Хигинс,
- Душан Ковачевић - Маратонци трче почасни круг - Лаки Топаловић,
- Слободан Селенић - Косанчићев венац - Истреф Вери,
- Ђура Јакшић - Станоје Главаш - Станоје Главаш,
- Душан Ковачевић - Свети Георгије убија аждаху - Ђорђе,
- Јован Радуловић - Голубњача - Бледи Дамјан,
- Слободан Селенић - Ружење народа у два дела - Уча,
- Монодрама - Кад су цветале тикве (текст Д. Михајловића),
- Вилијам Шекспир - Краљ Лир - Краљ Лир,
- Монодрама - Реч је човек (Тако је говорио Николај),
- Галилејев живот (режија Небојша Брадић) - Галилеј.

## Улоге на филму и телевизији
| Год.       | Назив                                  | Улога                   |
| ---------- | -------------------------------------- | ----------------------- |
| 1970-те    |                                        |                         |
| 1971.      | Хроника паланчког гробља               |                         |
| 1972.      | Милева Ајнштајн                        | Иван Мразов             |
| 1978.      | Стићи пре свитања                      | Мијин пријатељ          |
| 1980-те    |                                        |                         |
| 1980.      | Снови, живот, смрт Филипа Филиповића   | Паја Лампаџија          |
| 1980.      | Врућ ветар                             | судски извршилац        |
| 1981.      | Краљевски воз                          | Пантић                  |
| 1981.      | Човек који је појео вука (ТВ)          | Власник радионице       |
| 1982.      | Приче преко пуне линије                |                         |
| 1983.      | Тимочка буна                           | Милисав                 |
| 1983.      | Переат                                 |                         |
| 1984.      | Откос                                  | Јанко                   |
| 1984.      | Др                                     | Др. Милорад Цвијовић    |
| 1986.      | Протестни албум                        | инспектор СУП-а         |
| 1987.      | Резервисти                             |                         |
| 1987.      | Waitapu                                | Илија                   |
| 1987.      | На путу за Катангу                     | Жакула                  |
| 1989.      | Рођаци из Лазина                       |                         |
| 1989.      | Осми дан у недељи                      |                         |
| 1989.      | Пет хиљада метара са препрекама        |                         |
| 1989.      | Урош блесави                           | Јован, Милованов отац   |
| 1990-те    |                                        |                         |
| 1990.      | Овде нема несретних туриста            |                         |
| 1992.      | Дезертер                               |                         |
| 1994.      | Вуковар, једна прича                   | Зенга                   |
| 1994.      | Полицајац са Петловог брда             |                         |
| 1995.      | Удри јаче манијаче                     |                         |
| 1995.      | Трећа срећа                            | војно лице              |
| 1995.      | Уске стазе                             | проф. Богдан Селимовић  |
| 1995.      | Крај династије Обреновић               | Мајор Милосав Живановић |
| 1997.      | Горе доле                              | Цале                    |
| 2000-те    |                                        |                         |
| 2004.      | Трагом Карађорђа                       | Јаков Ненадовић         |
| 2004.      | Скела                                  | инжињер                 |
| 2004.      | Карађорђе и позориште                  | Карађорђе               |
| 2008.      | Мој рођак са села                      | Марко                   |
| 2008.      | Село гори... и тако                    | Драгојло                |
| 2010-те    |                                        |                         |
| 2007—2017. | Село гори, а баба се чешља (ТВ серија) | Драгојло                |
| 2011.      | Нова Година у Петловцу (ТВ филм)       | Драгојло                |
| 2013.      | Равна Гора (ТВ серија)                 | Обрад                   |

## Галерија
- Статуета Јоаким Вујић
- Вилијам Шекспир Краљ Лир
- Драгослав Михајловић Кад су цветале тикве
- Данко Поповић Конак у Крагујевцу
- Слободан Жикић Реч је човек (Тако је говорио Николај)
- Марилујзе Флајсер Пионири из Инголштата